# Медисон сквер гарден
Медисон сквер гарден (енгл. Madison Square Garden, скраћено МСГ, познатији као Гарден /Башта/) је вишенаменска затворена дворана у центру Њујорка, смештена на Осмој авенији, између 31. и 33. улице, изнад железничке станице Пенсилванија.
Данашњи Медисон сквер гарден низи је у близини трга Медисон, нити се ради о башти, а дворана је назив добила по томе што су две првоизграђене зграде биле смештене у 26. улици, близу трга Медисон.
МСГ је по броју продатих улазница на трећем месту у свету, одмах после М. Е. Н Арене у Манчестеру и 02 Арене у Лондону.
Медисон сквер гарден је најстарија дворана у којој се играју утакмице НХЛ лиге најстарија дворана, а друга најстарија дворана у којој се играју утакмице НБА лиге. Само је Арена Оукланд старија.

## Историја

### Први Гарден
Подигнут је 1879. године и могао је да прими 10.000 људи. Разне активности попут бокса и циркуса су се одржавале у овој дворани. У првом Медисон сквер гардену је постојао и велодром - посебна дворана за бициклизам у оквиру овог објекта. Бициклизам, као тада јако популаран спорт, је привлачио много људи. Како је велодром у Медисон сквер гардену постајао популарнији, у Њујорку су се убрзо појавиле и друге дворане намењене бициклизму. Медисон, тимска дисциплина у бициклизму, познатија још и као „Амерички бициклизам“, иначе олимпијска дисциплина, носи назив по првом Медисон сквер гардену.
Такође први унутрашњи „стадион“ за хокеј је први пут представљен у овој дворани. Први Медисон сквер гарден је затворен 1890.

### Други Медисон сквер гарден
Станфорд Вајт је пројектовао други Медисон сквер гарден, и могао је да прими 8.000 људи. Године 1924. национална конвенција Демократске странке је одржана у овој дворани. Саграђена је у стилу исламске архитектуре. Са својих 32 спрата и скулптуром Дијане, богиње лова, коју је дизајнирао амерички скулптор Огастус Сент-Годенс, била је друга по величини зграда у Њујорку. Статуа, које је заправо била превелика, касније је уклоњена и изложена на Светској изложби у Чикагу. Године 1925. други Медисон сквер гарден је замењен трећим Медисон сквер гарденом.

### Трећи Медисон сквер гарден
Највише је био познат по браћи Ринглинг и циркусу Барнум и Бејли, који су имали много више наступа тада, него хокеј који је такође био веома популаран у то време. Поред овога, дворана је такође била главно место одигравања утакмица Њујорк никса и Њујорк ренџерса. 
Трећи Медисон сквер гарден је саграђен за 249 дана и имао је капацитет седења за 18.496 људи.
У овој арени је одржано и неколико боксерских мечева, а 17. јануара 1941. године је оборен први рекорд у посети када је на бокс меч између Хенрија Армстронга и Фриција Зивика присуствовало 23.190 гледалаца.
Године 1954. је организована олстар утакмица НБА лиге. Трећи Медисон сквер је имао доста проблема са прегледношћу и вентилацијом, због чега је и затворен 1967. године. Место на коме се налазио Медисон сквер гарден је до 1988. коришћено као паркинг, након чега је изграђена Ворлдвајд плаза.

### Четврти Медисон сквер гарден
Познатији и као Пен плаза, саграђен је 14. фебруара 1968. године као јединствено архитектонско решење изнад Пенсилванијске железничке станице, која се налази испод површине. Радове је предводио Р. Е. Маки из Тексаса. 
Медисон сквер гарден угошћује екипе из различитих спортова. Фудбалске тимове, као што су Њујорк џајантси и Њујорк џетси, затим хокејашке и кошаркашке тимове као што су Њу Џерзи нетси и Њу Џерзи девилси. Ова дворана је реновирана 1991. а радови су коштали око 200 милиона долара.

## Тренутне активности
У садашњем Медисон сквер гардену у просеку се одржи око 320 догађаја годишње. Медисон сквер гарден је дом хокејаша Њујорк ренџерса, кошаркаша Њујорк никса и кошаркашица Њујорк либертија. 
У погледу концерата, Медисон сквер гарден је једно од најпожељнијих и најатрактивнијих места. Пол Макартни је овде одржао доста концерата. Међу најпознатијим концертима који су одржани у Медисон сквер гардену је и Концерт за Бангладеш Џорџа Харисона
Концерт за Њујорк након напада 11. септембра, као и последњи концертни наступ Џона Ленона одржан у Медисон сквер гардену. 
Медисон сквер гарден је обично домаћин концерта који се одржава сваке године током Новогодишње ноћи.
До данашњег дана, Елтон Џон држи рекорд са највише наступа у Гардену, чак 60.
Били Џоел држи рекорд са 12 узастопних наступа.
Медисон сквер гарден је 2010. одабрао концерт Мајкла Џексона из 1988. за најбољи концерт икада одржан у тој дворани.
Дворана се такође користи и за неке друге специјалне догађаје. Њујоршка полицијска академија, колеџ Барук и универзитет Јешива такође одржавају своју годишњу доделу диплома у Медисон сквер гардену. 
Додела награда Греми 1972, 1997. и 2003. (које се иначе додељују у Лос Анђелесу) као и латиноамеричких Гремија 2006. је одржана у Медисон сквер гардену.
У арени се такође одржавају и бројни рвачки мечеви, као што је била прва Реслманија, затим Реслманија X и Реслманија XX.